# Ureterosigmoidostomie
Eine Ureterosigmoidostomie (oder korrekt: Ureterosigmoideostomie) ist eine operativ angelegte Verbindung (Anastomose) zwischen den Harnleitern (Ureteren) und dem Colon sigmoideum, dem Dickdarmabschnitt vor dem Enddarm, zum Zwecke der Urinableitung. Sie wird – neben anderen Verfahren – eingesetzt, wenn die natürliche Ableitung über die Harnblase und die Harnröhre nicht oder nicht mehr möglich ist.

## Indikation
Die häufigste Indikation ist die Entfernung der Harnblase (Cystektomie) und der Harnröhre wegen eines bösartigen Tumorleidens wie dem Blasenkrebs oder dem Prostatakrebs. Auch entzündliche Erkrankungen wie Fisteln zwischen Darm und Blase (enterovesikale Fisteln) oder zwischen Darm und den Geschlechtsorganen (enterovaginale bzw. enterogenitale Fisteln) können im Rahmen ihrer Behandlung eine Harnableitung unter Umgehung von Blase und Harnröhre erforderlich machen. Hierzu gibt es grundsätzlich drei aufgrund ihrer Funktion unterschiedliche Gruppen:
- Kontinente Harnableitungen mit Blasenersatz oder katheterisierbarem Stoma.
- Inkontinente Harnableitung mit externem Stoma.
- Die direkte Harnableitung in den Dickdarm, vornehmlich in das Colon sigmoideum.

Die letztere, also die Ureterosigmoidostomie, wird wegen erheblicher Risiken und Probleme heute nur noch selten eingesetzt: Die wichtigsten Nachteile hierbei sind die Veränderung der Stuhlbeschaffenheit durch die Vermischung mit Urin sowie das höhere Risiko von Infektionen des oberen Urogenitaltraktes (Pyelonephritis, Glomerulonephritis) durch Darmkeime. Zudem wurde ein gehäuftes Auftreten von Dickdarmkrebs im Bereich der Anastomosen beschrieben. Insbesondere aufgrund dieser, im Vergleich zu anderen Verfahren relativ häufigen Komplikationen, wird heutzutage meist anderen Vorgehensweisen der Vorzug gegeben, zunächst wurde das Verfahren von der MAINZ-Pouch-Technik abgelöst.